# Emmanuel Sassen

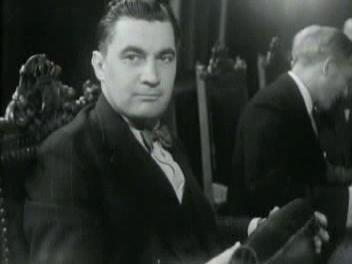
Maan Sassen, 1948

Emmanuel Marie Joseph Antony (Maan) Sassen (* 11. September 1911 in ’s-Hertogenbosch; † 20. Dezember 1995 ebenda) war ein niederländischer Politiker.

## Leben
Emmanuel Sassen studierte nach dem Abitur am St. Jans-Lyceum in ’s-Hertogenbosch Rechtswissenschaften und promovierte zum Dr. jur. Von 1936 bis 1950 war er als Rechtsanwalt und Staatsanwalt tätig. 1939 wurde er Abgeordneter der Provinz Noord-Brabant. Dort schied er 1946 aus und wurde bei den Parlamentswahlen am 17. Mai 1946 für die Katholische Volkspartei (KVP) in die Erste Kammer der Generalstaaten gewählt.
1948 schied er aus der Kammer aus und wurde für etwa ein Jahr niederländischer Minister für die Kolonien (Kabinett Drees/Van Schaik).
1952 bis 1958 war er Mitglied der zweiten Kammer des niederländischen Parlamentes. Zugleich war er Mitglied der parlamentarischen Versammlung des Europäischen Gemeinschaft für Kohle und Stahl, dem Europaparlament. Im Europaparlament war er der erste Fraktionsvorsitzende der EVP.
1967 wurde er zum Europäischen Kommissar gewählt. Er folgte Hans von der Groeben als Kommissar für Wettbewerb nach. 1970 endete seine Amtszeit in der Kommission Rey. Sein Nachfolger als Kommissar für Wettbewerb wurde Albert Borschette, als niederländischer Kommissar der spätere Kommissionspräsident (1972–73) Sicco Mansholt.
1970 bis 1976 war er ständiger Vertreter der Niederlande bei der Europäischen Wirtschaftsgemeinschaft (EWG). 1986 wurde er mit der Robert-Schuman-Medaille ausgezeichnet.

## Ehrungen
- 1956: Großes Verdienstkreuz der Bundesrepublik Deutschland